# Bataille de Pirajá
Guerre d'indépendance du Brésil
La bataille de Pirajá se déroule le 8 novembre 1822 lors de la Guerre d'indépendance du Brésil à Pirajá, aujourd'hui un quartier de la ville de Salvador, Bahia .

## Contexte
Le commandement des forces portugaises à Bahia est Inácio Luís Madeira de Melo, qui est envoyé par le Portugal pour étouffer les rumeurs d'indépendance et de dissidence politique. Le général français Pierre Labatut, qui est nommé par le prince régent Pierre Ier du Brésil, le 3 juillet 1822, comme commandant de l'armée pacificatrice, prend le commandement des forces brésiliennes contre Madeira de Melo. Labatut établi son siège à Engenho Novo, une plantation de canne à sucre à l'intérieur de l'État. Labatut place le colonel Gomes Caldeira et sa brigade à Itapoã, aujourd'hui un quartier à l'est de la ville de Salvador. Le major (plus tard colonel) José de Barros Falcão de Lacerda est placé à Pirajá, un quartier à environ 24 km au nord du centre historique de Salvador . Il y a aussi des détachements à Engenho Cabrito, Coqueiro, Bate-Folha et d'autres points. Le 8 au matin, presque toutes les positions des Brésiliens sont attaquées ou menacées, soit par les terres, soit par la mer ,.

## Bataille
Les Portugais se retirent vers le centre historique de la ville, donnant l'avantage aux troupes brésiliennes, qui attaquent et gagnent la bataille. Au total, la bataille dure dix heures ,. Les statistiques sur le nombre de victimes de la bataille varient cependant considérablement selon les sources, tant au Brésil qu'au Portugal. Labatut recense 200 morts le 8 novembre, mais 633 dans un document du lendemain. Le journal O Espelho de Rio de Janeiro enregistre 375 morts et 221 blessés portugais. D'autres sources font état de 30, 64, 70 ou 80 décès portugais ,.

## Conséquences
La bataille est un engagement décisif entre l'Armée pacificatrice et la Legião Constitucional portugaise. La victoire brésilienne consolide la défaite politique et militaire des Portugais à Bahia. De tels facteurs contribuent à l'indépendance de Bahia instaurée le 2 juillet 1823, considérée par de nombreux chercheurs et commentateurs comme un cadre pour l'indépendance du Brésil. La bataille forme un élément central de la célébration du Dois de Julho, ou 2 juillet, commémoration de l'indépendance de Bahia .